# Stenodrina eudiopsis
Stenodrina eudiopsis là một loài bướm đêm trong họ Noctuidae.